# Штепан, Йозеф Антонин
Йозеф Антон Штепан (чеш. Josef Antonín Štěpán, 14 марта 1726[…], Копидлно — 12 апреля 1797[…], Вена) — австрийский композитор чешского происхождения.
Родился в чешском Копидлно, сын кантора. Учился в Вене у Г. К. Вагензейля. Считался известным пианистом второй половины XVIII века. Написал значительное число произведений для фортепиано, а также песен. Его концерт для двух клавесинов и струнных приписывался Й. Гайдну. Был известным венским педагогом, в частности давал уроки игры на клавире дочерям правительницы Австрии Марии Терезии Марии-Антуанетте и Марии-Каролине. В 1775 году был вынужден оставить службу при дворе, поскольку стал терять зрение. Вскоре в результате неудачной операции полностью ослеп, однако продолжил сочинять музыку. После смерти был быстро забыт и заново открыт в начале XX века.